# Cudi Dağı
Cudi Dağı (Muntanyes Judi, جودي Djabal Djudi en àrab) és un massís muntanyos ésmentat a l'alcorà, tradicionalment situat al sud-est de Turquia, a uns 40 km al nord-esy de Djazirat ibn Umar, i el lloc on va anar a parar l'arca de Noè segons el llibre sant. Judi derivaria de kurdi o de muntanyes de Corduena.

## Nota
1. ↑  J. P. Lewis, Noah and the Flood: In Jewish, Christian, and Muslim Tradition, The Biblical Archaeologist, December 1984, p.237